# Viercontinentenkampioenschap kunstschaatsen 2001

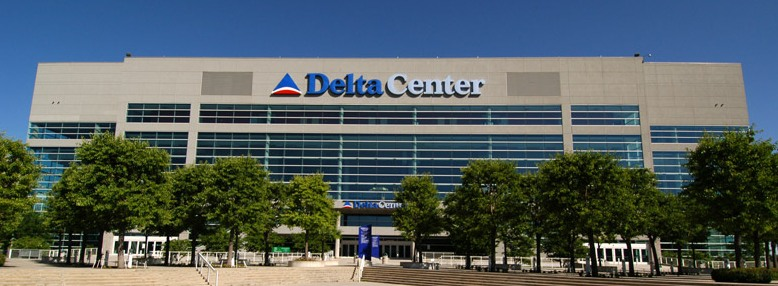
Het Delta Center (2005)

Het Viercontinentenkampioenschap is een jaarlijks terugkerend evenement in het kunstschaatsen dat georganiseerd wordt door de Internationale Schaatsunie (ISU) voor deelnemers uit landen buiten Europa, namelijk van de vier continenten Afrika, Azië, Amerika en Oceanië.
De editie van 2001 was het derde "4CK" dat werd georganiseerd. Het vond plaats van 7 tot en met 10 februari in het Delta Center in Salt Lake City, Verenigde Staten.
Het Delta Center was de schaatshal waar de kunstschaatswedstrijden van de Olympische Spelen van 2002 werden gehouden.
Medailles waren er te verdienen in de traditionele onderdelen: mannen individueel, vrouwen individueel, paarrijden en ijsdansen.

## Deelnemende landen
Alle ISU-leden uit Afrika, Amerika, Azië en Oceanië hadden het recht om maximaal drie startplaatsen per discipline in te vullen. Deze regel is afwijkend ten opzichte van de overige ISU kampioenschappen, waarbij extra startplaatsen worden "verdiend" door de prestaties van de deelnemers in het voorgaande jaar.
Dertien landen schreven dit jaar deelnemers in voor dit toernooi, voor het eerst zond Hongkong een deelnemer naar dit kampioenschap. Zij vulden dit jaar 80 startplaatsen in, vijf meer dan in 2000. Alleen Canada vulde de maximale mogelijkheid in van twaalf startplaatsen.
(Tussen haakjes het totaal aantal startplaatsen over de vier onderdelen.)
| Canada (12) Verenigde Staten (11) China (10) Japan (9) Australië (8) | Oezbekistan (8) Mexico (5) Zuid-Korea (4) Nieuw-Zeeland (4) | Zuid-Afrika (3) Kazachstan (2) Taiwan (2) Hongkong (1) |

## Medailleverdeling
Bij de mannen werd de Chinees Li Chengjiang de derde kampioen. Het was zijn derde medaille bij deze kampioenschappen, in 1999 en 2000 werd hij tweede. Voor de Japanner Takeshi Honda op plaats twee was het zijn tweede medaille, in 1999 werd hij de eerste kampioen van het Vier Continenten Kampioenschap. De debuterende Amerikaan Michael Weiss nam de derde positie op het erepodium in.
In het vrouwentoernooi werd de Japanse Fumie Suguri de derde kampioene, het was haar eerste medaille. De Amerikaanse Angela Nikodinov op plaats twee behaalde haar derde medaille, in 1999 werd ze derde en in 2000 de tweede kampioene van het Vier Continenten Kampioenschap. De Japanse Yoshie Onda op plaats drie behaalde haar eerste medaille.
Bij de paren waren het Canadese paar Jamie Sale / David Pelletier de eersten die hun titel prolongeerden, het was hun tweede medaille. Voor het Chinese paar op plaats twee, Shen Xue / Zhao Hongbo, was het ook hun tweede medaille, in 1999 waren zij de eerste kampioenen bij de paren. Voor het Amerikaanse paar Kyoko Ina / John Zimmerman op de derde plaats was het ook hun tweede medaille, in 2000 werden ze tweede.
Bij het ijsdansen werd het Canadese ijsdanspaar Shae-Lynn Bourne / Victor Kraatz ook voor de tweede keer kampioen, in 1999 werden zij de eerste kampioenen bij het ijsdansen. Het Amerikaanse paar Naomi Lang / Peter Tchernyshev op plaats twee stonden voor de derde keer op het erepodium, in 1999 werden ze derde en in 2000 waren zij de kampioenen. Het Canadese paar op plaats drie, Marie-France Dubreuil / Patrice Lauzon, behaalden hun tweede medaille, in 2000 werden ze tweede.
| Onderdeel | Goud                             | Zilver                         | Brons                                  |
| --------- | -------------------------------- | ------------------------------ | -------------------------------------- |
| Mannen    | Li Chengjiang                    | Takeshi Honda                  | Michael Weiss                          |
| Vrouwen   | Fumie Suguri                     | Angela Nikodinov               | Yoshie Onda                            |
| Paren     | Jamie Sale / David Pelletier     | Shen Xue / Zhao Hongbo         | Kyoko Ina / John Zimmerman             |
| IJsdansen | Shae-Lynn Bourne / Victor Kraatz | Naomi Lang / Peter Tchernyshev | Marie-France Dubreuil / Patrice Lauzon |

## Uitslagen
| #      | naam (deelname)       | land                      | punten | korte kür | lange kür |
| ------ | --------------------- | ------------------------- | ------ | --------- | --------- |
| Goud   | Li Chengjiang (3)     | Vlag van China            | 2.0    | 2         | 1         |
| Zilver | Takeshi Honda (3)     | Vlag van Japan            | 4.0    | 4         | 2         |
| Brons  | Michael Weiss         | Vlag van Verenigde Staten | 5.5    | 5         | 3         |
| 4      | Matthew Savoie        | Vlag van Verenigde Staten | 7.5    | 3         | 6         |
| 5      | Zhang Min (3)         | Vlag van China            | 8.5    | 9         | 4         |
| 6      | Yamato Tamura (2)     | Vlag van Japan            | 10.5   | 5         | 8         |
| 7      | Emanuel Sandhu (3)    | Vlag van Canada           | 11.5   | 13        | 5         |
| 8      | Li Yunfei (2)         | Vlag van China            | 12.5   | 11        | 7         |
| 9      | Ben Ferreira (2)      | Vlag van Canada           | 12.5   | 7         | 9         |
| 10     | Yosuke Takeuchi (2)   | Vlag van Japan            | 17.0   | 14        | 10        |
| 11     | Jayson Denommee       | Vlag van Canada           | 17.0   | 12        | 11        |
| 12     | Roman Skorniakov (3)  | Vlag van Oezbekistan      | 17.0   | 10        | 12        |
| 13     | Anthony Liu (3)       | Vlag van Australië        | 17.0   | 8         | 13        |
| 14     | Lee Kyu-Hyun (2)      | Vlag van Zuid-Korea       | 22.0   | 16        | 14        |
| 15     | Bradley Santer (2)    | Vlag van Australië        | 23.5   | 15        | 16        |
| 16     | Yuriy Litvinov (3)    | Vlag van Kazachstan       | 24.0   | 18        | 15        |
| 17     | Vladimir Belomoin     | Vlag van Oezbekistan      | 26.5   | 19        | 17        |
| 18     | Ricky Cockerill (3)   | Vlag van Nieuw-Zeeland    | 26.5   | 17        | 18        |
| 19     | Simon Thode           | Vlag van Nieuw-Zeeland    | 29.5   | 21        | 19        |
| 20     | Mauricio Medellin (2) | Vlag van Mexico           | 30.0   | 20        | 20        |
| 21     | Manuel Segura         | Vlag van Mexico           | 32.0   | 22        | 21        |
| -      | Todd Eldredge (2)     | Vlag van Verenigde Staten | -      | 1         | tzt *     |

| #                | naam (deelname)              | land                      | punten | korte kür | lange kür |
| ---------------- | ---------------------------- | ------------------------- | ------ | --------- | --------- |
| Goud             | Fumie Suguri (3)             | Vlag van Japan            | 2.0    | 2         | 1         |
| Zilver           | Angela Nikodinov (3)         | Vlag van Verenigde Staten | 5.5    | 7         | 2         |
| Brons            | Yoshie Onda (2)              | Vlag van Japan            | 5.5    | 5         | 3         |
| 4                | Tatiana Malinina (3)         | Vlag van Oezbekistan      | 5.5    | 1         | 5         |
| 5                | Jennifer Kirk                | Vlag van Verenigde Staten | 6.0    | 4         | 4         |
| 6                | Shizuka Arakawa (2)          | Vlag van Japan            | 8.5    | 3         | 7         |
| 7                | Amber Corwin (2)             | Vlag van Verenigde Staten | 10.5   | 9         | 6         |
| 8                | Jennifer Robinson (3)        | Vlag van Canada           | 12.0   | 8         | 8         |
| 9                | Annie Bellemare (3)          | Vlag van Canada           | 13.0   | 6         | 10        |
| 10               | Stephanie Zhang              | Vlag van Australië        | 14.0   | 10        | 9         |
| 11               | Nicole Watt                  | Vlag van Canada           | 19.5   | 17        | 11        |
| 12               | Joanne Carter (2)            | Vlag van Australië        | 19.5   | 15        | 12        |
| 13               | Park Bit-na                  | Vlag van Zuid-Korea       | 19.5   | 11        | 14        |
| 14               | Miriam Manzano               | Vlag van Australië        | 20.0   | 14        | 13        |
| 15               | Wang Huan                    | Vlag van China            | 22.5   | 13        | 16        |
| 16               | Fang Dan                     | Vlag van China            | 24.0   | 18        | 15        |
| 17               | Carina Chen                  | Vlag van Taiwan           | 24.0   | 12        | 18        |
| 18               | Shirene Human (3)            | Vlag van Zuid-Afrika      | 25.0   | 16        | 17        |
| 19               | Dirke O'Brien Baker          | Vlag van Nieuw-Zeeland    | 29.5   | 21        | 19        |
| 20               | Rocio Salas Visuet (3)       | Vlag van Mexico           | 31.0   | 20        | 21        |
| 21               | Sun Siyin (2)                | Vlag van China            | 31.5   | 23        | 20        |
| 22               | Marina Khalturina (2)        | Vlag van Kazachstan       | 33.5   | 19        | 24        |
| 23               | Christine Lee                | Vlag van Hongkong         | 34.0   | 24        | 22        |
| 24               | Diane Chen (2)               | Vlag van Taiwan           | 34.0   | 22        | 23        |
| Alleen korte kür |                              |                           |        |           |           |
| 25               | Choi Young-Eun               | Vlag van Zuid-Korea       |        | 25        |           |
| 26               | Anastasiya Gimazetdinova (3) | Vlag van Oezbekistan      |        | 26        |           |
| 27               | Shin Yea-ji                  | Vlag van Zuid-Korea       |        | 27        |           |
| 28               | Gladys Orozco Montemayor (2) | Vlag van Mexico           |        | 28        |           |
| 29               | Simone Joseph (3)            | Vlag van Zuid-Afrika      |        | 29        |           |
| 30               | Quinn Wilmans (2)            | Vlag van Zuid-Afrika      |        | 30        |           |
| 31               | Imelda-Rose Hegerty          | Vlag van Nieuw-Zeeland    |        | 31        |           |
| 32               | Ingrid Roth                  | Vlag van Mexico           |        | 32        |           |

| #      | naam (deelname)                             | land                      | punten | korte kür | lange kür |
| ------ | ------------------------------------------- | ------------------------- | ------ | --------- | --------- |
| Goud   | Jamie Sale (2) David Pelletier (2)          | Vlag van Canada           | 1.5    | 1         | 1         |
| Zilver | Shen Xue (2) Zhao Hongbo (2)                | Vlag van China            | 3.0    | 2         | 2         |
| Brons  | Kyoko Ina (2) John Zimmerman (2)            | Vlag van Verenigde Staten | 4.5    | 3         | 3         |
| 4      | Pang Qing (3) Tong Jian (3)                 | Vlag van China            | 7.0    | 6         | 4         |
| 5      | Tiffany Scott (3) Philip Dulebohn (3)       | Vlag van Verenigde Staten | 8.5    | 5         | 6         |
| 6      | Anabelle Langlois Patrice Archetto          | Vlag van Canada           | 9.0    | 8         | 5         |
| 7      | Kristy Sargeant-Wirtz (3) Kris Wirtz (3)    | Vlag van Canada           | 9.0    | 4         | 7         |
| 8      | Yuko Kawaguchi Alexander Markuntsov         | Vlag van Japan            | 12.5   | 9         | 8         |
| 9      | Danielle Hartsell (2) Steve Hartsell (2)    | Vlag van Verenigde Staten | 12.5   | 7         | 9         |
| 10     | Natalia Ponomareva (3) Evgeniy Sviridov (3) | Vlag van Oezbekistan      | 15.0   | 10        | 10        |
| 11     | Marina Aganina Artem Knyazev (3)            | Vlag van Oezbekistan      | 16.5   | 11        | 11        |

| #      | naam (deelname)                              | land                      | punten | verpl. kür 1 | verpl. kür 2 | org. kür | vrije kür |
| ------ | -------------------------------------------- | ------------------------- | ------ | ------------ | ------------ | -------- | --------- |
| Goud   | Shae-Lynn Bourne (2) Victor Kraatz (2)       | Vlag van Canada           | 2.0    | 1            | 1            | 1        | 1         |
| Zilver | Naomi Lang (3) Peter Tchernyshev (3)         | Vlag van Verenigde Staten | 4.0    | 2            | 2            | 2        | 2         |
| Brons  | Marie-France Dubreuil (2) Patrice Lauzon (2) | Vlag van Canada           | 6.0    | 3            | 3            | 3        | 3         |
| 4      | Megan Wing (3) Aaron Lowe (3)                | Vlag van Canada           | 9.0    | 5            | 5            | 5        | 4         |
| 5      | Jessica Joseph Brandon Forsyth               | Vlag van Verenigde Staten | 9.0    | 4            | 4            | 4        | 5         |
| 6      | Beata Handra (2) Charles Sinek (2)           | Vlag van Verenigde Staten | 12.0   | 6            | 6            | 6        | 6         |
| 7      | Nakako Tsuzuki (3) Rinat Farkhoutdinov (3)   | Vlag van Japan            | 14.0   | 7            | 7            | 7        | 7         |
| 8      | Zhang Weina (3) Cao Xianming (3)             | Vlag van China            | 16.0   | 8            | 8            | 8        | 8         |
| 9      | Nozomi Watanabe (3) Akiyuki Kido (3)         | Vlag van Japan            | 18.0   | 9            | 9            | 9        | 9         |
| 10     | Fan Ru Suo Bin                               | Vlag van China            | 20.0   | 10           | 10           | 10       | 10        |
| 11     | Olga Akimova (3) Andrey Driganov (3)         | Vlag van Oezbekistan      | 22.0   | 11           | 11           | 11       | 11        |
| 12     | Portia Duval-Rigby (3) Francis Rigby (3)     | Vlag van Australië        | 24.0   | 12           | 12           | 12       | 12        |
| 13     | Julia Klochko Ramil Sarkulov                 | Vlag van Oezbekistan      | 26.0   | 13           | 13           | 13       | 13        |
| 14     | Natalie Buck Trent Nelson-Bond (2)           | Vlag van Australië        | 28.0   | 14           | 14           | 14       | 14        |
| 15     | Alexandra Martin Daniel Price                | Vlag van Australië        | 30.0   | 15           | 15           | 15       | 15        |

1999 · 
2000 · 
2001 · 
2002 · 
2003 · 
2004 · 
2005 · 
2006 ·
2007 ·
2008 ·
2009 ·
2010 ·
2011 ·
2012 ·
2013 ·
2014 ·
2015 ·
2016 ·
2017 ·
2018 ·
2019 ·
2020 ·
2021 ·
2022
EK kunstschaatsen ·
WK kunstschaatsen ·
WK kunstschaatsen junioren ·
Olympische Spelen